# Cortiçô da Serra
Cortiçô da Serra is een plaats (freguesia) in de Portugese gemeente Celorico da Beira en telt 229 inwoners (2001).